# Ctype.h
ctype.h是C標準函数庫中的头文件，定义了一批C语言字符分类函数（C character classification functions），用于测试字符是否属于特定的字符类别，如字母字符、控制字符等等。既支持单字节字符，也支持宽字符。

## 实现
现代的C库中，字符分类函数一般不用比较测试（comparison tests）实现，而是静态查表来实现。
例如，创建一个由256个8位宽整数组成的数组，每个整数的每位对应字符的特定的分类性质，如属于数字、属于字母等等。如果最低位表示属于数字性质，那么可以写成如下代码：
```
#define isdigit(x) (TABLE[x] & 1)

```

早期版本的Linux使用了潜在犯错的方法，类似于：
```
#define isdigit(x) ((x) >= '0' && (x) <= '9')

```

这会产生问题，如宏参数x具有副作用---例如，如果调用isdigit(x++)或isdigit(run_some_program())，可能不是很显然，isdigit的参数将被求值两次。所以，查表的方法被广泛使用。

## 函数
单字节字符处理函数在ctype.h(C++的cctype )中声明。宽字节字符处理函数在wctype.h(C++的cwctype)中声明.
| 单字节   | 宽字节    | 描述                                                        |
| -------- | --------- | ----------------------------------------------------------- |
| isalnum  | iswalnum  | 是否为字母数字                                              |
| isalpha  | iswalpha  | 是否为字母                                                  |
| islower  | iswlower  | 是否为小写字母                                              |
| isupper  | iswupper  | 是否为大写字母                                              |
| isdigit  | iswdigit  | 是否为数字                                                  |
| isxdigit | iswxdigit | 是否为16进制数字                                            |
| iscntrl  | iswcntrl  | 是否为控制字符                                              |
| isgraph  | iswgraph  | 是否为图形字符（例如，空格、控制字符都不是）                |
| isspace  | iswspace  | 是否为空格字符（包括制表符、回车符、换行符等）              |
| isblank  | iswblank  | 是否为空白字符 (C99/C++11新增)（包括水平制表符）            |
| isprint  | iswprint  | 是否为可打印字符                                            |
| ispunct  | iswpunct  | 是否为标点                                                  |
| tolower  | towlower  | 转换为小写                                                  |
| toupper  | towupper  | 转换为大写                                                  |
| 不適用   | iswctype  | 检查一个wchar_t是否是属于指定的分类                         |
| 不適用   | towctrans | 使用指定的变换映射来转换一个wchar_t（实际上是大小写的转换） |
| 不適用   | wctype    | 返回一个宽字符的类别，用于iswctype函数                      |
| 不適用   | wctrans   | 返回一个变换映射，用于 towctrans                            |